# Paul-Loup Chatin

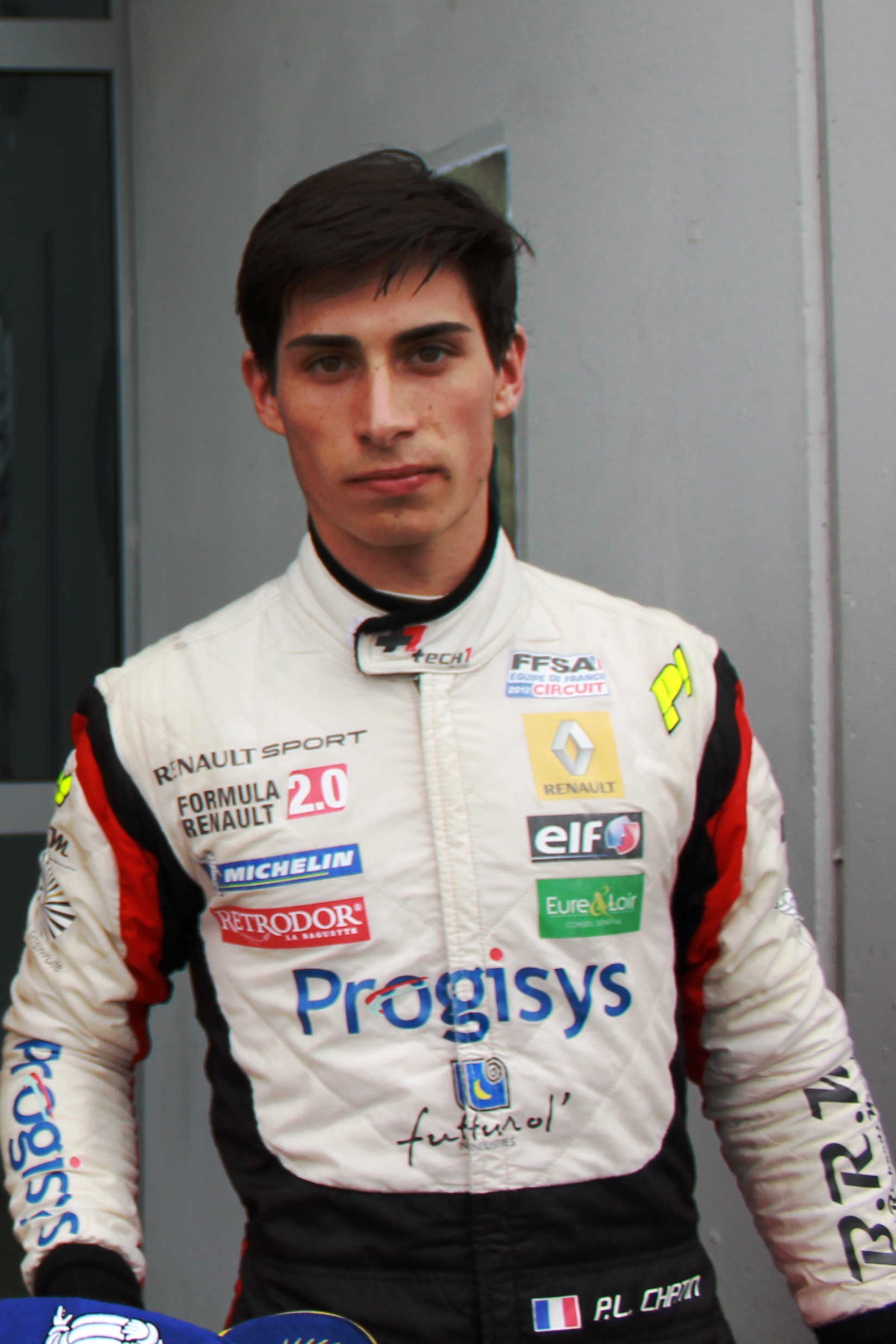
Paul-Loup Chatin 2012

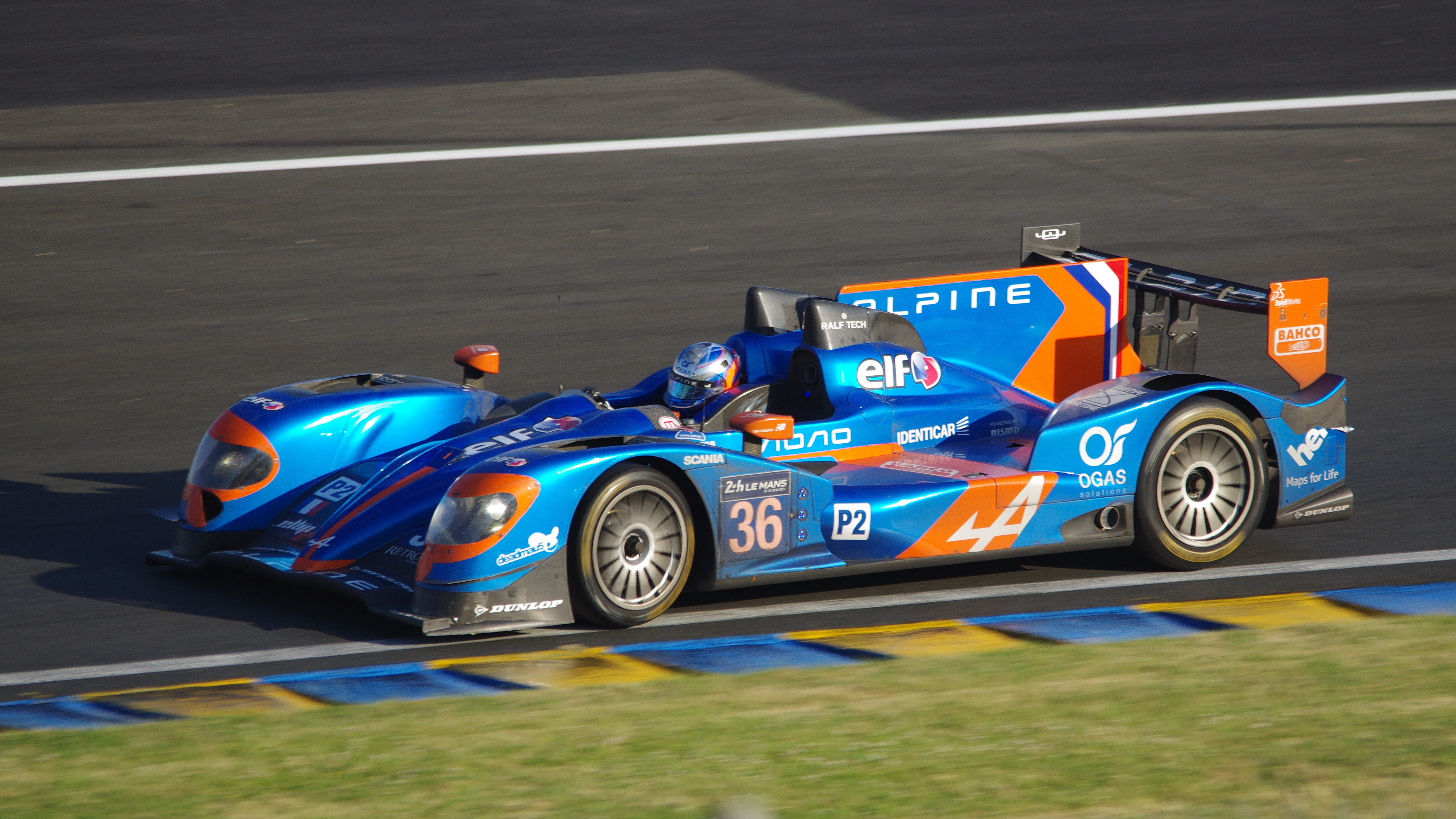
Der von Paul-Loup Chatin beim 24-Stunden-Rennen von Le Mans 2014 gefahrene Alpine A450

Paul-Loup Chatin (* 19. Oktober 1991 in Dourdan) ist ein französischer Automobilrennfahrer. Er startete ab 2015 in der FIA-Langstrecken-Weltmeisterschaft (WEC).

## Karriere
Chatin übte in seiner Jugend professionell Wintersport aus und war im Ski Alpin aktiv. Darüber hinaus war Chatin ab 2006 im Motorsport aktiv und nahm bis 2010 an Kartrennen teil. 2010 entschied er sich für einen Wechsel in den Formelsport. 2010 trat Chatin im F4 Eurocup 1.6 an. Er gewann zwei Rennen und wurde Gesamtvierter.
2011 wechselte Chatin zu Tech 1 Racing in den Formel Renault 2.0 Eurocup. Ihm gelang ein Sieg und er beendete die Saison eine Position hinter seinem Teamkollegen Javier Tarancón auf dem neunten Platz in der Fahrerwertung. Darüber hinaus ging er für Tech 1 Racing in der alpinen Formel Renault an den Start. Dort gewann er drei Rennen und lag am Saisonende auf dem dritten Rang, während sein Teamkollege Tarancón Meister wurde. Außerdem absolvierte Chatin zwei Gaststarts in der nordeuropäischen Formel Renault. 2012 blieb Chatin bei Tech 1 Racing und bestritt seine zweite Saison im Formel Renault 2.0 Eurocup und der alpinen Formel Renault. Im Eurocup verbesserte er sich auf den sechsten Platz und in der alpinen Formel Renault erreichte er ein weiteres Mal den dritten Rang.
2013 verließ Chatin den Formelsport. In der European Le Mans Series (ELMS) trat er für das Team Endurance Challenge zusammen mit Gary Hirsch in der LMPC-Klasse an. In dieser erzielte das Duo bei fünf Rennen drei Klassensiege und gewann den Meistertitel. Darüber hinaus nahm er für Tsunami RT an einzelnen Rennen des französischen und italienischen Porsche Carrera Cups teil. Dabei gewann er in jeder Meisterschaft ein Rennen und wurde in beiden Gesamtneunter. 2014 wechselte Chatin innerhalb der European Le Mans Series zu Signatech Alpine in die höchste Serienklasse LMP2. Zusammen mit seinen Teamkollegen Nelson Panciatici und Oliver Webb. Die drei gewannen ein Rennen und entschieden die Fahrerwertung der LMP2-Klasse für sich. Im Langstreckensport debütierte Chatin zudem für Signatech Alpine beim 24-Stunden-Rennen von Le Mans 2014 und wurde zusammen mit Panciatici und Webb Siebter. Ferner bestritt Chatin einige Rennen der Lamborghini Super Trofeo.
2015 blieb Chatin bei Signatech Alpine und wechselte in die FIA-Langstrecken-Weltmeisterschaft (WEC). Panciatici war bei jedem Rennen sein Teamkollege. Das dritte Cockpit teilten sich Vincent Capillaire und Tom Dillmann. Beim 6-Stunden-Rennen von Shanghai gelang Chatin mit Dillmann und Panciatici der Klassensieg der LMP2. Die Fahrerweltmeisterschaft schlossen Chatin und Panciatici auf dem 18. Rang ab.

## Statistik

### Karrierestationen
| - bis 2010: Kartsport - 2010: F4 Eurocup 1.6 (Platz 4) - 2011: Formel Renault 2.0 Eurocup (Platz 9) - 2011: Alpine Formel Renault (Platz 3) | - 2012: Formel Renault 2.0 Eurocup (Platz 6) - 2012: Alpine Formel Renault (Platz 3) - 2013: ELMS, LMPC (Meister) - 2013: Französischer Porsche Carrera Cup (Platz 9) | - 2013: Italienischer Porsche Carrera Cup (Platz 9) - 2014: ELMS, LMP2 (Meister) - 2014: Europäische Lamborghini Super Trofeo, Pro-Am (Platz 19) - 2015: WEC (Platz 18) |

### Le-Mans-Ergebnisse
| Jahr | Team                      | Fahrzeug       | Teamkollege        | Teamkollege        | Platzierung | Ausfallgrund    |
| ---- | ------------------------- | -------------- | ------------------ | ------------------ | ----------- | --------------- |
| 2014 | Signatech Alpine          | Alpine A450    | Nelson Panciatici  | Oliver Webb        | Rang 7      |                 |
| 2015 | Signatech Alpine          | Alpine A450b   | Nelson Panciatici  | Vincent Capillaire | Ausfall     | Unfall          |
| 2016 | Panis-Barthez Competition | Ligier JS P2   | Timothé Buret      | Fabien Barthez     | Rang 12     |                 |
| 2018 | IDEC Sport                | Ligier JS P217 | Paul Lafargue      | Memo Rojas         | Ausfall     | Getriebeschaden |
| 2019 | IDEC Sport                | Ligier JS P217 | Paul Lafargue      | Memo Rojas         | Rang 10     |                 |
| 2020 | IDEC Sport                | Oreca 07       | Paul Lafargue      | Richard Bradley    | Rang 10     |                 |
| 2021 | IDEC Sport                | Oreca 07       | Paul Lafargue      | Patrick Pilet      | Rang 11     |                 |
| 2022 | IDEC Sport                | Oreca 07       | Paul Lafargue      | Patrick Pilet      | Rang 12     |                 |
| 2023 | IDEC Sport                | Oreca 07       | Paul Lafargue      | Laurents Hörr      | Rang 14     |                 |
| 2024 | Alpine Endurance Team     | Alpine A424    | Ferdinand Habsburg | Charles Milesi     | Ausfall     | Motorschaden    |
| 2025 | Alpine Endurance Team     | Alpine A424    | Ferdinand Habsburg | Charles Milesi     | Rang 9      |                 |

### Sebring-Ergebnisse
| Jahr | Team                      | Fahrzeug | Teamkollege     | Teamkollege | Platzierung | Ausfallgrund |
| ---- | ------------------------- | -------- | --------------- | ----------- | ----------- | ------------ |
| 2023 | PR1 Mathiasen Motorsports | Oreca 07 | Ben Keating     | Alex Quinn  | Rang 5      |              |
| 2024 | AO Racing                 | Oreca 07 | Matthew Brabham | P. J. Hyett | Rang 43     |              |

### Einzelergebnisse in der FIA-Langstrecken-Weltmeisterschaft
| Saison  | Team                                    | Rennwagen                | 1   | 2   | 3   | 4   | 5   | 6   | 7   | 8   | 9   |
| ------- | --------------------------------------- | ------------------------ | --- | --- | --- | --- | --- | --- | --- | --- | --- |
| 2014    | Signatech Alpine                        | Alpine A450              | SIL | SPA | LEM | AUS | FUJ | SHA | BAH | SAO |     |
| 2014    | Signatech Alpine                        | Alpine A450              | 7   |     |     |     |     |     |     |     |     |
| 2015    | Signatech                               | Alpine A450              | SIL | SPA | LEM | NÜR | AUS | FUJ | SHA | BAH |     |
| 2015    | Signatech                               | Alpine A450              | DNF | 13  | DNF | 11  | 11  | 10  | 9   | 10  |     |
| 2016    | Panis-Barthez Competition Racing Alpine | Ligier JS P2 Alpine A460 | SIL | SPA | LEM | NÜR | MEX | AUS | FUJ | SHA | BAH |
| 2016    | Panis-Barthez Competition Racing Alpine | Ligier JS P2 Alpine A460 |     |     | 12  |     |     |     | 15  | 15  | 14  |
| 2018/19 | IDEC Sport                              | Ligier JS P217           | SPA | LEM | SIL | FUJ | SHA | SEB | SPA | LEM |     |
| 2018/19 | IDEC Sport                              | Ligier JS P217           |     | DNF |     |     |     |     |     | 10  |     |
| 2019/20 | IDEC Sport                              | Oreca 07                 | SIL | FUJ | SHA | BAH | AUS | SPA | LEM | BAH |     |
| 2019/20 | IDEC Sport                              | Oreca 07                 |     |     |     | 10  |     |     |     |     |     |
| 2021    | IDEC Sport                              | Oreca 07                 | SPA | POR | MON | LEM | BAH | BAH |     |     |     |
| 2021    | IDEC Sport                              | Oreca 07                 | 11  |     |     |     |     |     |     |     |     |
| 2022    | IDEC Sport Mille Racing                 | Oreca 07                 | SEB | SPA | LEM | MON | FUJ | BAH |     |     |     |
| 2022    | IDEC Sport Mille Racing                 | Oreca 07                 |     |     | 12  | 35  | 12  | 12  |     |     |     |
| 2023    | IDEC Sport                              | Oreca 07                 | SEB | POR | SPA | LEM | MON | FUJ | BAH |     |     |
| 2023    | IDEC Sport                              | Oreca 07                 | 14  |     |     |     |     |     |     |     |     |
| 2024    | Alpine Team                             | Alpine A424              | KAT | IMO | SPA | LEM | SAO | AUS | FUJ | BAH |     |
| 2024    | Alpine Team                             | Alpine A424              | 7   | 13  | 9   | DNF | 12  | 5   |     | 4   |     |
| 2025    | Alpine Team                             | Alpine A424              | KAT | IMO | SPA | LEM | SAO | AUS | FUJ | BAH |     |
| 2025    | Alpine Team                             | Alpine A424              | 14  | 13  | 8   | 9   | 33  |     |     |     |     |